# 张玉忠
张玉忠（1941年—），男，浙江永嘉人，中华人民共和国政治人物，曾任新疆维吾尔自治区政协副主席，第九、十届全国政协委员。